# Jerred Smithson
Jerred Smithson (* 4. Februar 1979 in Vernon, British Columbia) ist ein ehemaliger kanadischer Eishockeyspieler und derzeitiger -trainer, der im Verlauf seiner aktiven Karriere zwischen 1995 und 2016 unter anderem 642 Spiele für die Nashville Predators, Florida Panthers, Edmonton Oilers und Toronto Maple Leafs in der National Hockey League auf der Position des rechten Flügelstürmers bestritten hat.

## Karriere
Nach fünf Saisons in der Western Hockey League bei den Calgary Hitmen unterzeichnete er bei den Los Angeles Kings. Von 2000 bis 2005 spielte er die meiste Zeit in der American Hockey League. In der Saison 2002/03 spielte er erstmals für die Los Angeles Kings in der National Hockey League. Am Ende kam er auf zwei Punkte in 22 Spielen. In der Saison 2003/04 spielte er in acht Spielen für die Kings. Am 22. Juli 2004 wechselte er zu den Nashville Predators. Während des Lockouts spielte er für die Milwaukee Admirals in der AHL. In der Saison 2005/06 spielte er erstmals nur ausschließlich in der NHL für die Predators. Am Ende kam er auf fünf Tore und 14 Punkte in 66 Spielen.
Am 24. Februar 2012 transferierten ihn die Nashville Predators im Austausch für ein Sechstrunden-Wahlrecht im NHL Entry Draft 2012 zu den Florida Panthers. Zur Trade Deadline am 3. April 2013 wurde er an die Edmonton Oilers abgegeben.
Als Free Agent begann er die Saison 2013/14, ehe ihn die Toronto Marlies aus der American Hockey League verpflichteten. Nach nur sieben AHL-Spielen holten ihn die Toronto Maple Leafs als Kooperationsteam der Marlies in ihr NHL-Aufgebot. Schließlich beendete er die Spielzeit pendelnd zwischen beiden Teams. Anschließend pausierte er ein Jahr, bevor im Juli 2015 ein Engagement bei den Herning Blue Fox in Dänemark folgte. Nach dem Erreichen der dänischen Vizemeisterschaft beendete er im Alter von 37 Jahren seine aktive Karriere. In der Saison 2017/18 war er als Assistenztrainer bei den Vernon Vipers in der British Columbia Hockey League tätig.

## Erfolge und Auszeichnungen
- 1999 President’s-Cup-Gewinn mit den Calgary Hitmen
- 2016 Dänischer Vizemeister mit den Herning Blue Fox

## Karrierestatistik
(Legende zur Spielerstatistik: Sp oder GP = absolvierte Spiele; T oder G = erzielte Tore; V oder A = erzielte Assists; Pkt oder Pts = erzielte Scorerpunkte; SM oder PIM = erhaltene Strafminuten; +/− = Plus/Minus-Bilanz; PP = erzielte Überzahltore; SH = erzielte Unterzahltore; GW = erzielte Siegtore; 1 Play-downs/Relegation; Kursiv: Statistik nicht vollständig)